# Barra de Navidad
Barra de Navidad är en ort i Mexiko.   Den ligger i kommunen Santa María Colotepec och delstaten Oaxaca, i den sydöstra delen av landet, 500 km sydost om huvudstaden Mexico City. Barra de Navidad ligger 35 meter över havet och antalet invånare är 705.
Terrängen runt Barra de Navidad är platt västerut, men åt nordost är den kuperad. Havet är nära Barra de Navidad åt sydväst.  Närmaste större samhälle är Brisas de Zicatela, 2,7 km nordväst om Barra de Navidad. 